# Джелсай
Джелса́й (рос. Джелсай) — селище у складі Таштагольського району Кемеровської області, Росія. Входить до складу Усть-Кабирзинського сільського поселення.

## Населення
Населення — 6 осіб (2010; 9 у 2002).
Національний склад (станом на 2002 рік):
- шорці — 56 %
- росіяни — 44 %